# Admir Ljevaković
Admir Ljevaković (* 7. srpen 1984 Tešanj) je bývalý bosenský profesionální fotbalista, který hrával na pozici defensivního záložníka. Svoji hráčskou kariéru ukončil v létě 2021 v českém klubu FK Teplice.

## Klubová kariéra
Svoji fotbalovou kariéru začal v Tošk Tešanj, odkud se přes mládež dostal až do prvního mužstva. V létě 2005 přestoupil do NK Čelik Zenica, odkud o dva roky později zamířil za svým prvním zahraničním angažmá do FK Teplice. Zde odehrál největší část svojí kariéry.
19. srpna 2013 se jednou vstřelenou brankou podílel na debaklu domácí Slavie Praha v poměru 7:0 pro Teplice. 28. září 2013 opět skóroval (přesnou střelou z dálky), tentokrát proti Bohemians Praha 1905, podílel se tak na další vysoké vysoké výhře Teplic v poměru 5:1.